# Pilõezinhos
Pilõezinhos is een gemeente in de Braziliaanse deelstaat Paraíba. De gemeente telt 5.470 inwoners (schatting 2009).